# Lasse Åsgård
Lars Boson Åsgård, känd som Lasse Åsgård, född 5 juni 1951 i Oscars församling i Stockholm, är en svensk journalist, programledare och författare.
Lasse Åsgård är son till marindirektören Bo Åsgård och Gun Nilsson samt bror till psykiatern Ulf Åsgård.
Lasse Åsgård var under många år reporter vid Sveriges Radios Ekonomiekot där han var chef under tre år fram till 1990 varefter han var utrikeskorrespondent i Washington och New York. Han rapporterade till program som Kulturnytt, Kanalen och Studio Ett. I slutet av 1990-talet kom han till TV4 där han var programledare för Nyhetsmorgon tillsammans med Lotta Mossberg,  Jenny Östergren och Alice Bah. Han har gett ut böckerna Börsen har alltid fel – spara i aktier och fonder! (1999) och Ericsson – historien om ett svenskt företag (2000).
Lasse Åsgård är sedan 1988 gift med TV-journalisten Kerstin Holm (född 1951). De fick en son 1988 och en dotter 1989.